# کوچ‌یازی (فکه)
کوچ‌یازی (به ترکی استانبولی: Koçyazı) یک منطقهٔ مسکونی در ترکیه است که در فکه، ترکیه واقع شده‌است.